# Coleus esculentus
Coleus esculentus (N.E.Br.) G.Taylor è una pianta appartenente alla famiglia delle Lamiacee. È originaria dell'Africa, dove viene coltivata per i suoi tuberi commestibili.

## Descrizione
C. esculentus è una pianta erbacea perenne che può crescere fino a raggiungere un'altezza di 2 metri. Alcuni rami alla base si piegano verso il basso e crescono nel terreno, dove possono formare tuberi oblunghi, che sono gli steli carnosi sotterranei. Questi tuberi sono commestibili e nutrienti, spesso consumati come sostituto delle patate o delle patate dolci. Sebbene siano raramente visibili perché la riproduzione vegetativa è predominante, la pianta presenta anche fiori gialli. Quando la pianta è in fiore gli steli sono senza foglie. C. esculentus ha foglie carnose, su steli angolari che hanno punti ghiandolari marroni nella parte inferiore e bordi dentati. I tuberi di questa pianta sono molto importanti perché sono la parte del raccolto che viene utilizzata per la vendita e lo scambio tra gli agricoltori.

## Distribuzione e habitat
Coleus esculentus è originaria dell'Africa tropicale e meridionale. Fu coltivata per la prima volta anche nella valle dell'alto Niger e nella Repubblica Centrafricana. La sua coltivazione è stata ampiamente sostituita dalla diffusione della manioca, introdotta dai portoghesi in Africa dal Sud America circa 500 anni fa. Sebbene sia considerata una "coltura perduta" dell'Africa e sia stata coltivata fin dalla preistoria, è una coltura che è ancora rilevante oggi. La percezione negativa di questa coltura autoctona ne ha ridotto la coltivazione. Tuttavia, lo stigma sociale sta iniziando a diminuire e si è iniziato a coltivarlo per i mercati commerciali in Africa.

## Coltivazione
I tuberi sono la parte più utile per l'uomo. I tuberi possono rimanere vitali sottoterra anche quando la pianta non è in grado di produrre foglie. C. esculentus può adattarsi bene a diverse condizioni ambientali ma cresce meglio in condizioni ambientali locali dove c'è stata una storia di coltivazione, come nell'Africa meridionale.
Alcuni tuberi coltivati possono pesare fino a 1,8 kg. Sono state segnalate rese di 2-6 tonnellate per ettaro.
La specie si propaga sia dai tuberi che dai piccoli bulbilli ascellari. I tuberi vengono piantati in primavera e la raccolta può avvenire nell'autunno successivo. Il raccolto avviene 180-200 giorni dopo la semina. Il terreno ideale per coltivare questo tubero ha un pH di 6,5-7, con una piovosità annuale di 700-1100 mm. Il fotoperiodo ideale per i tuberi è compreso tra 12,5 e 13 ore. C. esculentus è eccezionalmente resistente e cresce abbastanza facilmente in regioni senza gelate.

## Usi
I tuberi di C. esculentus sono spesso utilizzati in modo analogo alla patata o alla patata dolce, ad esempio bolliti o arrostiti. Gli steli sono utilizzati per addolcire la pappa di cereali. Le foglie possono essere cucinate in salsa.